# Richeria
Genre
Classification phylogénétique
Genres de rang inférieur
- Richeria dressleri
- Richeria grandis

Richeria est un genre de plantes à fleurs de la famille des Phyllanthaceae. Ce sont des arbres tropicaux.

## Liste des espèces et variétés
Selon World Checklist of Selected Plant Families (WCSP) (5 août 2010) :
- Richeria australis Müll.Arg. (1873)
- Richeria dressleri G.L.Webster (1988)
- Richeria grandis Vahl (1797)
- Richeria obovata (Müll.Arg.) Pax & K.Hoffm. (1922)
- Richeria tomentosa Huft (1989)